# Yasmin Harper
Yasmin Isis Harper (* 28. Juli 2000 in Chester) ist eine britische Wasserspringerin.

## Erfolge
Yasmin Harper war zunächst im Turnen aktiv, ehe sie 2014 zum Wasserspringen wechselte. Ihre erste internationale Medaille gewann sie bei den Europameisterschaften 2022 in Rom, als sie vom Drei-Meter-Brett den dritten Platz belegte. Vom Ein-Meter-Brett wurde sie Sechste. Bei den Commonwealth Games 2022 in Birmingham beendete sie den Wettkampf vom Ein-Meter-Brett auf Rang sieben und vom Drei-Meter-Brett auf Rang sechs. Beginnend mit dem Jahr 2023 gelangen Harper mehrere Erfolge im Synchronspringen vom Drei-Meter-Brett. So wurde sie 2023 in Fukuoka mit Scarlett Mew Jensen hinter Chang Yani und Chen Yiwen aus China Vizeweltmeisterin. Ein Jahr darauf belegten Harper und Mew Jensen bei den Weltmeisterschaften in Doha Rang drei.
Harper nahm bei den Olympischen Spielen 2024 in Paris in zwei Wettbewerben teil. Im Kunstspringen erreichte sie nach Rang neun in der Vorrunde und Rang zwölf im Halbfinale das Finale, das sie mit 305,10 Punkten auf dem fünften Platz beendete. Noch erfolgreicher verlief der Wettkampf im Synchronspringen vom Drei-Meter-Brett. Mit Scarlett Mew Jensen erzielte sie 302,28 Punkte, womit sie hinter den mit 337,68 Punkten siegreichen Chinesinnen Chen Yiwen und Chang Yani und den US-Amerikanerinnen Sarah Bacon und Kassidy Cook, die mit 302,28 Punkten Platz zwei belegten, Dritte wurden und die Bronzemedaille gewannen.